# Urana Shire
Koordinaten: 35° 20′ S, 146° 16′ O

Urana Shire war ein lokales Verwaltungsgebiet (LGA) im australischen Bundesstaat New South Wales. Das Gebiet war 3.357 km² groß und war mit zuletzt etwa 1.150 Einwohnern die kleinste LGA des Staates nach Bevölkerung. 2016 ging es mit Corowa Shire im Federation Council auf.
Urana lag in der Region nördlich des Murray River etwa 350 km westlich der australischen Hauptstadt Canberra und 380 km nordöstlich von Melbourne. Das Gebiet umfasste 17 Ortsteile und Ortschaften: Boonoke North, Boonongo, Cocketgedong, Coonong, Coorabin, Cullivel, Greenvale, Morundah, Oaklands, Rand, Urana, Urana South, Widgiewa, Yuluma und Teile von Boree Creek, Bundure und Daysdale. Der Sitz des Shire Councils befand sich in der Ortschaft Urana im Zentrum der LGA östlich des Lake Urana, wo zuletzt knapp 300 Einwohner lebten.

## Verwaltung
Der Urana Shire Council hatte neun Mitglieder, die von den Bewohnern von drei Wards gewählt wurden (je drei aus den Wards A, B und C). Diese drei Bezirke waren unabhängig von den Ortschaften festgelegt. Aus dem Kreis der Councillor rekrutierte sich auch der Mayor (Bürgermeister) des Councils.